# Кришнакарнамрита
«Кришнакарна́мрита» (IAST: Kṛṣṇakarṇāmṛta «Нектар для слуха Кришны») — лирическая санскритская поэма вайшнавского святого Билвамангалы. Датируется IX—X веками. Связана с культом Кришны. Относится к тому периоду, когда тема «вечно жизнерадостного» бога-пастуха Кришны начала прочно входить в обиход лирической поэзии. Как отмечает Гринцер, «Кришнакарнамрита» представляет собой собрание «страстных, эротически окрашенных гимнов, восславляющих Кришну с редкой для поздней санскритской поэзии непосредственностью и искренностью чувства».